# غوستاف فرانزن
غوستاف فرانزن (بالسويدية: Gustaf Franzén)‏ هو لاعب هوكي الجليد سويدي، ولد في 22 سبتمبر 1996 في فالديمارشفيك في السويد.

## وصلات خارجية
- غوستاف فرانزن على موقع EliteProspects.com (الإنجليزية)